# Synagogue de Sighișoara
La synagogue de la ville de Sighișoara en Transylvanie en Roumanie a été construite au début du XXe siècle.

## Histoire
Construite selon certaines sources en 1903  tandis que d'autres citent 1911  , la communauté juive de l'époque comptait une centaine de membres. Après la Seconde Guerre mondiale, il est passé à 217 en 1956. Après, cependant, le nombre a diminué en raison de l'émigration, de sorte qu'en 1985, le dernier service a pu être organisé avec les dix paroissiens requis (minyan). Aujourd'hui, il n'y a plus de Juifs à Sighișoara. Après une vingtaine d'années d'inoccupation, la synagogue est ouverte aux visiteurs depuis 2007. Elle est en bon état .
La voûte en berceau du plafond est décorée d'étoiles peintes ,.

## Voir également
- Liste des synagogues en Roumanie